# Presles-et-Thierny
Presles-et-Thierny ist eine französische Gemeinde mit 400 Einwohnern (Stand 1. Januar 2022) im Département Aisne in der Region Hauts-de-France (vor 2016 Picardie). Sie gehört zum Arrondissement Laon und zum Kanton Laon-2.

## Geografie
Die Gemeinde Presles-et-Thierny liegt am Nordrand des Höhenzuges Chemin des Dames, sechs Kilometer südlich der Stadt Laon. Umgeben wird sie von den Nachbargemeinden Laon im Norden, Vorges im Osten, Bruyères-et-Montbérault und Monthenault im Südosten, Lierval im Süden sowie Nouvion-le-Vineux im Westen.

## Bevölkerungsentwicklung
| Jahr                       | 1962 | 1968 | 1975 | 1982 | 1990 | 1999 | 2006 | 2016 | 2022 |
| Einwohner                  | 275  | 279  | 308  | 338  | 325  | 344  | 365  | 385  | 400  |
| Quellen: Cassini und INSEE |      |      |      |      |      |      |      |      |      |

## Sehenswürdigkeiten
- Kirche Saint-Georges-et-Saint-Quirin, Monument historique seit 1919